# Campionato europeo maschile di pallacanestro 1969
Il 16º Campionato Europeo Maschile di Pallacanestro FIBA (noto anche come FIBA EuroBasket 1969) si è tenuto dal 27 settembre al 5 ottobre 1969 in Italia.
I Campionati europei maschili di pallacanestro sono una manifestazione biennale tra le squadre nazionali organizzata dalla FIBA Europe.

## Sedi delle partite
| Gruppo | Città   | Impianto    | Impianto | Capienza |
| ------ | ------- | ----------- | -------- | -------- |
| A      | Caserta | Palasport   |          | 2.000    |
| B      | Napoli  | PalaArgento |          | 8.000    |

## Partecipanti
Partecipano dodici nazionali divise in due gruppi da sei squadre.
| Gruppo A                                                                | Gruppo B                                                         |
| ----------------------------------------------------------------------- | ---------------------------------------------------------------- |
| - Bulgaria - Grecia - Jugoslavia - Svezia - Unione Sovietica - Ungheria | - Israele - Italia - Polonia - Romania - Spagna - Cecoslovacchia |

## Prima fase
Le prime due accedono alle semifinali, la terza e la quarta alle semifinali per i posti dal quinto all'ottavo e le ultime due si disputano i posti dal nono al dodicesimo.

### Gruppo A
| -  | Squadra          | V - P | Pf - Ps   | Pt. | Dif  |
| -- | ---------------- | ----- | --------- | --- | ---- |
| 1. | Jugoslavia       | 5 - 0 | 447 - 282 | 10  | +165 |
| 2. | Unione Sovietica | 4 - 1 | 415 - 308 | 8   | +107 |
| 3. | Bulgaria         | 3 - 2 | 359 - 363 | 6   | -4   |
| 4. | Ungheria         | 2 - 3 | 335 - 380 | 4   | -45  |
| 5. | Grecia           | 1 - 4 | 338 - 400 | 2   | -62  |
| 6. | Svezia           | 0 - 5 | 312 - 473 | 0   | -161 |

| Caserta 27 settembre 1969 | Jugoslavia | 59 – 32 (39-30) | Grecia | Palasport |

| Caserta 27 settembre 1969 | Ungheria | 63 – 95 (34-44) | Unione Sovietica | Palasport |

| Caserta 27 settembre 1969 | Bulgaria | 87 – 70 (45-35) | Svezia | Palasport |

| Caserta 28 settembre 1969 | Bulgaria | 66 – 65 (31-29) | Ungheria | Palasport |

| Caserta 28 settembre 1969 | Svezia | 43 – 115 (14-52) | Jugoslavia | Palasport |

| Caserta 28 settembre 1969 | Grecia | 63 – 83 (27-46) | Unione Sovietica | Palasport |

| Caserta 29 settembre 1969 | Unione Sovietica | 91 – 47 (53-23) | Svezia | Palasport |

| Caserta 29 settembre 1969 | Grecia | 58 – 59 (d.1t.s.) (30-19, 50-50) | Ungheria | Palasport |

| Caserta 29 settembre 1969 | Jugoslavia | 76 – 60 (33-26) | Bulgaria | Palasport |

| Caserta 01 ottobre 1969 | Ungheria | 56 – 85 (30-35) | Jugoslavia | Palasport |

| Caserta 01 ottobre 1969 | Unione Sovietica | 85 – 62 (46-27) | Bulgaria | Palasport |

| Caserta 01 ottobre 1969 | Grecia | 88 – 76 (42-33) | Svezia | Palasport |

| Caserta 02 ottobre 1969 | Bulgaria | 84 – 67 (34-39) | Grecia | Palasport |

| Caserta 02 ottobre 1969 | Unione Sovietica | 61 – 73 (29-37) | Jugoslavia | Palasport |

| Caserta 02 ottobre 1969 | Svezia | 76 – 92 (41-44) | Ungheria | Palasport |

### Gruppo B
| -  | Squadra        | V - P | Pf - Ps   | Pt. | Dif |
| -- | -------------- | ----- | --------- | --- | --- |
| 1. | Cecoslovacchia | 5 - 0 | 397 - 334 | 10  | +63 |
| 2. | Polonia        | 3 - 2 | 349 - 380 | 6   | -31 |
| 3. | Italia         | 3 - 2 | 334 - 299 | 6   | +35 |
| 4. | Spagna         | 2 - 3 | 359 - 385 | 2   | -26 |
| 5. | Romania        | 2 - 3 | 365 - 361 | 2   | +4  |
| 6. | Israele        | 0 - 5 | 381 - 426 | 0   | -45 |

| Napoli 27 settembre 1969 | Italia | 65 – 53 (39-19) | Spagna | PalaArgento |

| Napoli 27 settembre 1969 | Israele | 78 – 92 (40-44) | Polonia | PalaArgento |

| Napoli 27 settembre 1969 | Cecoslovacchia | 72 – 70 (29-37) | Romania | PalaArgento |

| Napoli 28 settembre 1969 | Cecoslovacchia | 90 – 82 (46-36) | Israele | PalaArgento |

| Napoli 28 settembre 1969 | Romania | 62 – 74 (40-38) | Italia | PalaArgento |

| Napoli 28 settembre 1969 | Polonia | 79 – 78 (37-44) | Spagna | PalaArgento |

| Napoli 29 settembre 1969 | Romania | 75 – 74 (33-38) | Israele | PalaArgento |

| Napoli 29 settembre 1969 | Italia | 54 – 55 (27-28) | Polonia | PalaArgento |

| Napoli 29 settembre 1969 | Spagna | 60 – 97 (29-53) | Cecoslovacchia | PalaArgento |

| Napoli 01 ottobre 1969 | Romania | 63 – 78 (32-41) | Spagna | PalaArgento |

| Napoli 01 ottobre 1969 | Israele | 66 – 79 (26-47) | Italia | PalaArgento |

| Napoli 01 ottobre 1969 | Polonia | 60 – 75 (30-32) | Cecoslovacchia | PalaArgento |

| Napoli 02 ottobre 1969 | Polonia | 63 – 95 (29-45) | Romania | PalaArgento |

| Napoli 02 ottobre 1969 | Italia | 62 – 63 (36-30) | Cecoslovacchia | PalaArgento |

| Napoli 02 ottobre 1969 | Spagna | 90 – 81 (48-40) | Israele | PalaArgento |

## Tabellone

### Torneo primo posto
|  | Semifinali       | Semifinali       | Semifinali |            |                  | Primo posto      | Primo posto    | Primo posto |  |
|  |                  |                  |            |            |                  |                  |                |             |  |
|  | Jugoslavia       | Jugoslavia       | 76         |            |                  |                  |                |             |  |
|  | Jugoslavia       | Jugoslavia       | 76         |            |                  |                  |                |             |  |
|  | Polonia          | Polonia          | 74         |            |                  |                  |                |             |  |
|  | Polonia          | Polonia          | 74         |            | Unione Sovietica | Unione Sovietica | 81             |             |  |
|  |                  |                  |            |            | Unione Sovietica | Unione Sovietica | 81             |             |  |
|  |                  |                  | Jugoslavia | Jugoslavia | 72               |                  |                |             |  |
|  | Unione Sovietica | Unione Sovietica | Jugoslavia | Jugoslavia | 72               | 83               |                |             |  |
|  | Unione Sovietica | Unione Sovietica |            |            |                  | 83               |                |             |  |
|  | Cecoslovacchia   | Cecoslovacchia   | 69         |            |                  | Terzo Posto      | Terzo Posto    | Terzo Posto |  |
|  | Cecoslovacchia   | Cecoslovacchia   | 69         |            |                  |                  |                |             |  |
|  |                  |                  |            |            |                  |                  |                |             |  |
|  |                  |                  |            |            |                  | Cecoslovacchia   | Cecoslovacchia | 77          |  |
|  |                  |                  |            |            |                  | Cecoslovacchia   | Cecoslovacchia | 77          |  |
|  |                  |                  |            |            |                  | Polonia          | Polonia        | 75          |  |

### Torneo quinto posto
|  | Semifinali | Semifinali | Semifinali |        |        | Quinto posto  | Quinto posto  | Quinto posto  |  |
|  |            |            |            |        |        |               |               |               |  |
|  | Bulgaria   | Bulgaria   | 75         |        |        |               |               |               |  |
|  | Bulgaria   | Bulgaria   | 75         |        |        |               |               |               |  |
|  | Spagna     | Spagna     | 78         |        |        |               |               |               |  |
|  | Spagna     | Spagna     | 78         |        | Spagna | Spagna        | 71            |               |  |
|  |            |            |            |        | Spagna | Spagna        | 71            |               |  |
|  |            |            | Italia     | Italia | 66     |               |               |               |  |
|  | Ungheria   | Ungheria   | Italia     | Italia | 66     | 60            |               |               |  |
|  | Ungheria   | Ungheria   |            |        |        | 60            |               |               |  |
|  | Italia     | Italia     | 78         |        |        | Settimo Posto | Settimo Posto | Settimo Posto |  |
|  | Italia     | Italia     | 78         |        |        |               |               |               |  |
|  |            |            |            |        |        |               |               |               |  |
|  |            |            |            |        |        | Bulgaria      | Bulgaria      | 92            |  |
|  |            |            |            |        |        | Bulgaria      | Bulgaria      | 92            |  |
|  |            |            |            |        |        | Ungheria      | Ungheria      | 48            |  |

### Torneo nono posto
|  | Semifinali | Semifinali | Semifinali |         |        | Nono posto       | Nono posto       | Nono posto       |  |
|  |            |            |            |         |        |                  |                  |                  |  |
|  | Grecia     | Grecia     | 95         |         |        |                  |                  |                  |  |
|  | Grecia     | Grecia     | 95         |         |        |                  |                  |                  |  |
|  | Israele    | Israele    | 62         |         |        |                  |                  |                  |  |
|  | Israele    | Israele    | 62         |         | Grecia | Grecia           | 81               |                  |  |
|  |            |            |            |         | Grecia | Grecia           | 81               |                  |  |
|  |            |            | Romania    | Romania | 87     |                  |                  |                  |  |
|  | Svezia     | Svezia     | Romania    | Romania | 87     | 84               |                  |                  |  |
|  | Svezia     | Svezia     |            |         |        | 84               |                  |                  |  |
|  | Romania    | Romania    | 95         |         |        | Undicesimo Posto | Undicesimo Posto | Undicesimo Posto |  |
|  | Romania    | Romania    | 95         |         |        |                  |                  |                  |  |
|  |            |            |            |         |        |                  |                  |                  |  |
|  |            |            |            |         |        | Svezia           | Svezia           | 83               |  |
|  |            |            |            |         |        | Svezia           | Svezia           | 83               |  |
|  |            |            |            |         |        | Israele          | Israele          | 92               |  |

## Fase Finale

### Semifinali
9º-12º posto
| Caserta | Grecia | 95 – 62 (52-28) | Israele |  |

| Caserta | Svezia | 84 – 95 (29-44) | Romania |  |

5º-8º posto
| Caserta | Bulgaria | 75 – 78 (45-43) | Spagna |  |

| Napoli | Ungheria | 60 – 78 (33-36) | Italia |  |

1º-4º posto
| Napoli | Jugoslavia | 76 – 74 (39-34) | Polonia |  |

| Napoli | Unione Sovietica | 83 – 69 (41-33) | Cecoslovacchia |  |

### Finali
11º-12º posto
| Caserta | Svezia | 83 – 92 (38-43) | Israele |  |

9º-10º posto
| Caserta | Grecia | 81 – 87 (33-54) | Romania |  |

7º - 8º posto
| Caserta | Bulgaria | 92 – 48 (38-26) | Ungheria |  |

5º-6º posto
| Napoli | Spagna | 71 – 66 (36-33) | Italia |  |

3º-4º posto
| Napoli | Cecoslovacchia | 77 – 75 (37-37) | Polonia |  |

1º-2º posto
| Napoli | Unione Sovietica | 81 – 72 (41-33) | Jugoslavia |  |

## Classifica Finale
| Campione d'Europa | Campione d'Europa | Campione d'Europa |
| --- | ----------------- | --- |
| Unione Sovietica4 Zastuchov, 5 Paulauskas, 6 Sak'andelidze, 7 Kul'kov, 8 Bološev, 9 Polivoda, 10 S. Belov, 11 Tomson, 12 Kovalenko, 13 Vol'nov, 14 A. Belov, 15 Andreev, All. Aleksandr Gomel'skij |                   | |
| Argento | Jugoslavia        | Jugoslavia4 Tvrdić, 5 Simonović, 6 Maroević, 7 Rajković, 8 Cvetković, 9 Kapičić, 10 Daneu, 11 Ćosić, 12 Šolman, 13 Plećaš, 14 Čermak, 15 Jelovac, All. Ranko Žeravica                     |
| Bronzo | Cecoslovacchia    | Cecoslovacchia4 Novický, 5 Zídek, 6 Konopásek, 7 Bobrovský, 8 Konvička, 9 Baroch, 10 Mifka, 11 Zedníček, 12 Pištělák, 13 Ammer, 14 Blažek, 15 Růžička, All. Nikolaj Ordnung               |
| 4 | Polonia           | Polonia4 Ładniak, 5 Trams, 6 Dolczewski, 7 Cegielski, 8 Seweryn, 9 Jurkiewicz, 10 Niemiec, 11 Likszo, 12 Kozak, 13 Kwiatkowski, 14 Guła, 15 Korcz, All. Witold Zagórski                   |
| 5 | Spagna            | Spagna4 Escorial, 5 Ramos, 6 C. Rodríguez, 7 Codina, 8 Margall, 9 Nava, 10 E. Rodríguez, 11 Luyk, 12 Sagi-Vela, 13 Buscató, 14 Alocén, 15 Martínez, All. Antonio Díaz-Miguel              |
| 6 | Italia            | Italia4 Bariviera, 5 Ossola, 6 Recalcati, 7 Bovone, 8 Masini, 9 Bergonzoni, 10 Zanatta, 11 Meneghin, 12 Brumatti, 13 Bisson, 14 Cosmelli, 15 Jessi, All. Giancarlo Primo                  |
| 7 | Bulgaria          | Bulgaria4 Dojčinov, 5 Pejčev, 6 Golomeev, 7 Gălăbov, 8 Rusinov, 9 Bărzakov, 10 Dimov, 11 Čanev, 12 Kostov, 13 Brănzov, 14 Dimitrov, 15 Hristov, All. Dimităr Mitev                        |
| 8 | Ungheria          | Ungheria4 Orbay, 5 Gabányi, 6 Kovács, 7 Pálffy, 8 Bánhegyi, 9 Prieszol, 10 Banna, 11 Lendvay, 12 Gyurasits, 13 Gellér, 14 Hody, 15 Hegedűs, All. Rezső Eszéki                             |
| 9 | Romania           | Romania4 Popa, 5 Ruhring, 6 Nosievici, 7 Dragomirescu, 8 Iecheli, 9 Albu, 10 Czmor, 11 Diaconescu, 12 Novac, 13 Tarău, 14 Dimancea, 15 Cernea, All. Alexandru Popescu                     |
| 10 | Grecia            | Grecia4 Spanos, 5 Mparlas, 6 Trontzos, 7 Kolokythas, 8 Zoupas, 9 Gkoumas, 10 Diamantopoulos, 11 Chaikalīs, 12 Sismanidīs, 13 Cristoforou, 14 Katsafados, 15 Peppas, All. Faidōn Matthaiou |
| 11 | Israele           | Israele4 Teichner, 5 Eshed, 6 Leshinsky, 7 Dori, 8 Buchbinder, 9 Neumark, 10 Starkman, 11 Dekel, 12 Kaminsky, 13 Marzel, 14 Turenshine, 15 Zeiger, All. Shimon Shelah                     |
| 12 | Svezia            | Svezia4 Gunnå, 5 Lundmark, 6 Grönlund, 7 Lindelöf, 8 Veigurs, 9 Edström, 10 Fügedi, 11 Hjorth, 12 Lefwerth, 13 Rannelid, 14 Albertsson, 15 Hansson, All. Arne Jansson                     |

## Premi individuali

### MVP del torneo
- Sergej Belov

### Miglior quintetto del torneo
- Playmaker:  Sergej Belov
- Guardia tiratrice:  Ivo Daneu
- Ala piccola:  Edward Jurkiewicz
- Ala grande:  Clifford Luyk
- Centro:  Krešimir Ćosić